# 2067 - Battaglia per il futuro
2067 - Battaglia per il futuro (2067) è un film del 2020 diretto da Seth Larney.

## Trama
Nell'anno 2067 ormai la vita vegetale è estinta, l'umanità riesce a malapena a sopravvivere grazie all'ossigeno artificiale. Ethan Whyte, un umile operaio figlio di Richard, uno scienziato che lavorava presso la società che produce l'ossigeno, è chiamato dal futuro da un segnale radio molto misterioso. Questo lo porterà a dover lasciare sua moglie malata, affrontare le sue paure, tornare con una cura per lei e salvare anche il mondo. Ethan viene così spedito nel futuro per cambiare il corso del tempo.

## Distribuzione
Il film è stato distribuito nelle sale cinematografiche a partire dal 2 ottobre 2020.